# Mary Hayley
Mary Hayley, född 30 oktober 1728 i Clerkenwell, död 9 maj 1808 i Bath, var en engelsk affärsidkare.
Hon var dotter till destillatören Israel Wilkes och syster till John Wilkes och gifte sig 1752 med Samuel Storke, 1753 med makens sekreterare George Hayley (1722–1781), och 1786 med den skotske köpmannen Patrick Jeffrey (1748–1812). Hennes andre make utvecklade hennes första makes firma till ett stort och betydelsefullt handelshus med flotta och framgångsrik handel med de tretton kolonierna och Brittiska Västindien. Det var deras firma som försåg Boston med den last te som förstördes under den berömda tebjudningen i Boston 1773. Vid sin andre makes död 1781 övertog hon företaget och drev det med framgång. Hon var en av få brittiska köpmän som lyckades ta sig igenom amerikanska frihetskriget utan förluster och med framgång kräva det nybildade USA på ekonomisk kompensation. Hon reste 1784 själv till Boston i USA, där hon sedan bodde i åtta år. Hon gifte sig en tredje gång i Boston med Patrick Jeffrey, men behöll trots lagen om gifta kvinnors omyndighet kontrollen över firman (möjligen genom ett äktenskapsförord), och då hon återvände till England 1792, lämnade hon honom kvar. 